# أستريكس (شخصية)
أستريكس هو شخصية خيالية وأحد بطلي سلسلة الكتب الهزلية الفرنسية أستريكس. تصور السلسلة أستريكس بأنه محارب غالي صغير الحجم لكنه لا يعرف الخوف.